# Gonomyia incompleta
Gonomyia incompleta är en tvåvingeart som beskrevs av Enrico Adelelmo Brunetti 1912. Gonomyia incompleta ingår i släktet Gonomyia och familjen småharkrankar. Inga underarter finns listade i Catalogue of Life.